# Freccia Vallone 2002
La Freccia Vallone 2002, sessantaseiesima edizione della corsa, si svolse il 17 aprile 2002 per un percorso di 198 km da Charleroi al muro di Huy. Fu vinta dal belga Mario Aerts, al traguardo in 4h42'04" alla media di 42,118 km/h.
Furono 149 i ciclisti che portarono a termine il percorso al traguardo di Huy.

## Ordine d'arrivo (Top 10)
| Pos. | Corridore            | Squadra       | Tempo    |
| ---- | -------------------- | ------------- | -------- |
| 1    | Mario Aerts          | Lotto-Adecco  | 4h42'04" |
| 2    | Unai Etxebarria      | Euskaltel     | a 3"     |
| 3    | Michele Bartoli      | Fassa Bortolo | a 6"     |
| 4    | Andrea Noè           | Mapei         | s.t.     |
| 5    | José Azevedo         | ONCE-Eroski   | s.t.     |
| 6    | Axel Merckx          | Domo          | s.t.     |
| 7    | Dario Frigo          | Tacconi Sport | s.t.     |
| 8    | David Etxebarria     | Euskaltel     | s.t.     |
| 9    | Michael Boogerd      | Rabobank      | s.t.     |
| 10   | Francesco Casagrande | Fassa Bortolo | s.t.     |